# RUF・ターボR
RUF・Trubo R（RUF ターボR）は、ドイツの自動車メーカーRUFオートモービルが製造したハイパフォーマンススポーツカーで、ポルシェ・911（993型）をベースにしたチューニングカー。
ターボRは、RUFが独自に改造を施し、パフォーマンスやデザインを向上させたモデルで、ポルシェの技術を踏襲しつつ、より一歩進んだ走行性能を実現した。

## 概要
ターボRは、1990年代末から2000年代初頭にかけて製造され、RUFがポルシェ911（993型）を基に開発した。RUFはポルシェのシャシーやエンジンを使用しつつ、独自の改造を施し、パフォーマンスを大幅に向上させた。これにより、ポルシェ911ターボとは一線を画す、よりスポーティでエキゾチックなモデルとなった。ターボRは、RUFの代表的なモデルの1つとして、高い評価を受けている。

## エンジンと性能
ターボRは、RUFが改良を加えた水平対向6気筒エンジンを搭載しており、ターボチャージャーを採用している。エンジンの出力は700馬力以上に達し、最大トルクは900Nmを超える。これにより、0-100km/h加速は約3.5秒という驚異的な性能を誇る。最高速度は330km/hを超え、当時のスーパーカーと同等かそれ以上の速度性能を有していた。
ターボRは、従来のポルシェ911ターボの約50%増しの出力を持つため、パフォーマンス面でも非常に特異な存在であり、サーキット走行でも圧倒的な安定感と速さを発揮した。

## デザイン
外観は、RUFのデザイン哲学に基づいたエアロダイナミクスに優れた形状を採用し、専用のフロントバンパー、リアディフューザー、サイドスカートが装備されている。これにより、空気抵抗が最適化され、走行中の安定性が向上する。また、ボディパネルには軽量な素材が使用されており、車両の総重量はポルシェ911ターボよりもわずかに軽くなっている。
内装には、RUF専用の高級レザーとアルカンターラを使用したシートが搭載され、スポーティながらもラグジュアリーな雰囲気を醸し出している。ステアリングホイールやダッシュボードもRUF特有のデザインが施されており、運転者にとっては非常に快適かつダイナミックなドライビングエクスペリエンスを提供する。

## 技術
ターボRは、RUF独自のスポーツサスペンションを搭載しており、これによりハンドリング性能が大幅に向上している。また、RUFのセラミック製ブレーキディスクを採用することで、非常に高い制動力と耐久性を誇り、サーキット走行でも安定したパフォーマンスを発揮する。これらの改良により、ターボRは市販車としての走行性能を凌駕することができた。

## 市場と価格
ターボRは限定生産されており、ポルシェ911ターボよりも高額で販売されていた。新車時の価格は、通常のポルシェ911ターボを大きく上回ることが多かったが、その性能とユニークさに魅了された顧客にとっては、価格に見合った価値があった。ターボRの生産台数は非常に限られており、希少価値が高いため、現在では中古市場でも高額で取引されている。

## 参照
1. ↑  RUF Automobiles Official Website, "Turbo R Specifications".
2. ↑  Motor Trend, "RUF Turbo R - Design and Features".
3. ↑  Car and Driver, "RUF Turbo R Technical Innovations".
4. ↑  Autocar, "RUF Turbo R Pricing and Rarity".